# Pablo Aguilar
Pour les articles homonymes, voir Aguilar.
Pablo Aguilar Bermúdez, né le 9 février 1989, à Grenade, en Espagne, est un joueur espagnol de basket-ball. Il évolue aux postes d'ailier fort et de pivot.

## Carrière
Le 7 juillet 2015, il quitte Valence et s'engage à l'Herbalife Gran Canaria.

## Palmarès
Avec l'Espagne :
- Médaille d'or au Championnat d'Europe 2015.
- Médaille de bronze au Championnat d'Europe 2013.
- 3e du championnat d'Europe des 20 ans et moins 2008, 2009.